# Världsmästerskapen i bordtennis 1933 (januari-februari)
Världsmästerskapen i bordtennis 1933 spelades i Baden, Österrike, under perioden 31 januari-5 februari 1933.

## Medaljörer

### Lag
| Disciplin            | Guld                                                                            | Silver                                                                          | Brons                                                                         |
| Herrarnas lagtävling | Ungern Viktor Barna Istvan Boros Lajos Leopold David Sándor Glancz István Kelen | Tjeckoslovakien Oldrich Blecha Miloslav Hamr Kohn Stanislav Kolář Karel Svoboda | Österrike Manfred Feher Paul Flussmann Erwin Kohn Alfred Liebster Terry Weiss |
| Herrarnas lagtävling | Ungern Viktor Barna Istvan Boros Lajos Leopold David Sándor Glancz István Kelen | Tjeckoslovakien Oldrich Blecha Miloslav Hamr Kohn Stanislav Kolář Karel Svoboda | England Alec Brook Adrian Haydon David Jones Andrew Millar Edward Rimer       |

### Individuellt
| Disciplin   | Guld                           | Silver                           | Brons                               |
| Herrsingel  | Viktor Barna                   | Stanislav Kolář                  | Sándor Glancz                       |
| Herrsingel  | Viktor Barna                   | Stanislav Kolář                  | Adrian Haydon                       |
| Damsingel   | Anna Sipos                     | Mária Mednyánszky                | Astrid Krebsbach                    |
| Damsingel   | Anna Sipos                     | Mária Mednyánszky                | Magda Gal                           |
| Herrdubbel  | Viktor Barna Sándor Glancz     | Lajos Leopold David István Kelen | Paul Flussmann Erwin Kohn           |
| Herrdubbel  | Viktor Barna Sándor Glancz     | Lajos Leopold David István Kelen | Manfred Feher Alfred Liebster       |
| Damdubbel   | Mária Mednyánszky Anna Sipos   | Magda Gal Emiline Racz           | Jozka Veselska Marie Walterova      |
| Damdubbel   | Mária Mednyánszky Anna Sipos   | Magda Gal Emiline Racz           | Anita Felguth Annemarie Schulz      |
| Mixeddubbel | István Kelen Mária Mednyánszky | Sándor Glancz Magda Gal          | Viktor Barna Anna Sipos             |
| Mixeddubbel | István Kelen Mária Mednyánszky | Sándor Glancz Magda Gal          | Nikita Madjaroglou Annemarie Schulz |

### Fotnoter
1. ↑  ”World Championships Results”. ITTF Museum. Arkiverad från originalet den 11 maj 2012. https://web.archive.org/web/20120511103023/http://www.ittf.com/museum/results/WorldChresults.html. Läst 7 april 2012.
2. ↑  ”ITTF Statistics”. ittf.com. Arkiverad från originalet den 4 mars 2016. https://web.archive.org/web/20160304205715/http://www.ittf.com/ittf_stats/All_events4.asp?Competition_ID=7. Läst 7 april 2012.